# Svetlana (chanteuse)
Claire de Loutchek, dite Svetlana ou Svetlana de Loutchek, est une chanteuse française.

## Carrière
Elle est principalement connue pour avoir été la représentante du Luxembourg au Concours Eurovision de la chanson 1982 avec la chanson Cours après le temps. Elle obtient 78 points et prend la 6e place sur dix-huit participants.
Sa carrière dans la variété semble éphémère avec seulement quatre singles.
Elle se consacre davantage au registre traditionnel de la Russie.
En 1999, elle a participé au film La Bûche en assurant la voix chantée du personnage de Sabine Azéma en russe et en co-écrivant les paroles de La Chanson de Louba.

## Discographie
- Quand ta lettre est arrivée (1981)
- Cours après le temps (1982)
- Portrait d`un enfant (1983)
- Je suis blonde...et alors ? (1983)
- Chansons russes, Ocora Radio-France (1990).